# Russell Rouse
Russell E. Rouse (* 20. November 1913 in New York; † 2. Oktober 1987 in Los Angeles) war ein US-amerikanischer Regisseur, Produzent und Drehbuchautor.

## Leben und Karriere
Rouse wurde 1949 durch den von ihm geschriebenen Thriller Opfer der Unterwelt bekannt. Für das Drehbuch zu Bettgeflüster wurde er, gemeinsam mit Clarence Greene, Maurice Richlin und Stanley Shapiro, mit einem Oscar ausgezeichnet.
Rouse war von 1955 bis zu seinem Tod mit der Schauspielerin Beverly Michaels verheiratet, sie hatten zwei Kinder.

## Filmografie (Auswahl)
Regie
* auch Drehbuch
- 1951: Stadt in Aufruhr (The Well) *
- 1952: Ich bin ein Atomspion (The Thief) *
- 1953: Hände weg, Jonny! (Wicked Woman) *
- 1955: Pantherkatze (New York Confidential) *
- 1956: Die erste Kugel trifft (The Fastest Gun Alive) *
- 1957: Der Henker nimmt Maß (House of Numbers) *
- 1959: Donner in der Sonne (Thunder in the Sun) *
- 1964: Madame P. und ihre Mädchen (A House Is Not a Home) *
- 1966: … denn keiner ist ohne Schuld (The Oscar) *
- 1967: Die Bankräuberbande (The Caper of the Golden Bulls)

Drehbuch
- 1944: Die Leibköche seiner Majestät (Nothing but Trouble)
- 1944: The Town Went Wild – Regie: Ralph Murphy – auch Produktion
- 1949: Opfer der Unterwelt (D.O.A.) – Regie: Rudolph Maté
- 1959: Bettgeflüster (Pillow Talk) – Regie: Michael Gordon
- 1969: Der leuchtende Tod (Color Me Dead, auch: D.O.A. II) – Regie: Eddie Davis